# Japanischer Alpinverein
Der Japanische Alpinverein (japanisch 日本山岳会, englisch Japanese Alpine Club, JAC) ist ein Bergsteiger- und Kletter-Verband in Tokio, Japan.

## Geschichte
Der JAC wurde im Oktober 1905 als erster Bergsteigerverein in Asien gegründet. Im späten 19. Jahrhundert wurde der moderne Alpinismus von Europa nach Japan importiert. Die Gründung des JAC wurde von den Engländern des Alpine Club inspiriert. Der Missionar und Alpinist Walter Weston spielte eine einflussreiche Rolle bei der Gründung des JAC.
1936 erfolgte durch eine JAC-Expedition die Erstbesteigung des Nanda Kot 6861 im Himalaya. Dies war die erste Besteigung der Japaner im Himalaya. Die berühmteste JAC-Expedition war 1956 die Erstbesteigung des Manaslu 8163. Toshio Imanishi (Japan) und Gyalzen Norbu Sherpa (Nepal) erreichten den Gipfel am 9. Mai 1956. Weitere bedeutende Leistungen von Alpinisten des JAC waren die Erstbesteigung des Himalchuli (7893 m) in Nepal 1959, die erste Überquerung des Kangchendzönga (8586 m) 1984, die nepalesisch-chinesisch-japanische Expedition zum Sagarmatha-Qomolungma (Everest) 1988 und die Erstbesteigung des Namjagbarwa (7782 m) 1992.
Der Club hat einen besonderen Schwerpunkt auf Expeditionen und Erkundungen abgelegener Gebiete. Der JAC veröffentlichte zwischen 2001 und 2015 insgesamt 16 Ausgaben der englischsprachigen Japanese Alpine News (JAN). Hier wurden Berichte über Bergsteigeraktivitäten japanischer und internationaler Bergsteiger in Asien und anderen Teilen der Welt sowie über Aktivitäten des JAC und Buchbesprechungen veröffentlicht.
Seit 2014 ist Tamotsu Nakamura UIAA-Ehrenmitglied.

## Expeditionen (Auswahl)
- 1956: Erstbegehung des Manaslu (8163 m) durch Toshio Imanishi und Gyalzen Norbu Sherpa
- 1970: Erstbegehung Südostgrat des Makalu (8485 m) durch Yuichi Ozaki und Hajime Tanaka[3]
- 1980: Nordwand des Mount Everest durch Japanese Couloir (FA) und Hornbein Couloir.[4]
- 1992: Erstbegehung des Namjagbarwa (7782 m)
- 1996: Erstbegehung des Ultar II (7388 m) durch Akito Yamazaki und Kiyoshi Matsuoka[5]